# 攻撃は最大の防御なり
攻撃は最大の防御なり（こうげきはさいだいのぼうぎょなり）は、孫子からのことわざ。

## 概要
孫子の形篇で説かれている事柄である。
この言葉が意味することとして一般的に考えられているのは、先に攻撃を仕掛けてその戦闘力で相手を屈服させるということである。対して田口佳史の説く内容は異なり、相手がどのような攻撃を仕掛けてきたとしても絶対に勝てないと分からせる防御力こそが最も重要であるということである。
攻撃して勝つよりも、まず負けないことが大事ということである。相手が強そうならば防御を無くして攻撃しあうのではなく、こちらは消耗しないように防御を固めて、そのまま引き分けになっても負けるよりは良いということであった。
日本の佐久間象山も同じような考えを持っており、防御を行う際の最大のポイントは敵に侮られないということであった。場違いの兵器が据えていたり軽く通過できる所があったりすれば、その場合に最も恐ろしいことは防御にならないことではなく、こちらは軍事に長けていないと相手に侮られてしまうということであった。